# Brommaplan (Stockholms tunnelbana)
Brommaplan ist eine oberirdische Station der Stockholmer U-Bahn. Sie befindet sich im Stadtteil Riksby. Die Station wird von der Gröna linjen des Stockholmer U-Bahn-Systems bedient. Sie gehört zu den viel frequentierten Stationen des U-Bahn-Netzes. An einem normalen Werktag steigen 13.600 Pendler hier zu.
Die Station wurde am 26. Oktober 1952 in Betrieb genommen, als der U-Bahn-Abschnitt Hötorget–Vällingby eingeweiht wurde. Die Bahnsteige befinden sich oberirdisch in Hochlage, direkt am Brommaplan. Die Station liegt zwischen den Stationen Abrahamsberg und Åkeshov. Bis zum Stockholmer Hauptbahnhof sind es etwa sieben Kilometer.

## Reisezeit
| Linie | bis Station     | Reisezeit | bis Station                          | Reisezeit                  |
| T17   | Åkeshov         | 2 min     | Alvik T-Centralen Gamla stan Slussen | 6 min 19 min 21 min 22 min |
| T17   | Skarpnäck       | 39 min    | Alvik T-Centralen Gamla stan Slussen | 6 min 19 min 21 min 22 min |
| T19   | Hässelby strand | 14 min    | Alvik T-Centralen Gamla stan Slussen | 6 min 19 min 21 min 22 min |
| T19   | Hagsätra        | 43 min    | Alvik T-Centralen Gamla stan Slussen | 6 min 19 min 21 min 22 min |